# Karabin Remington 700

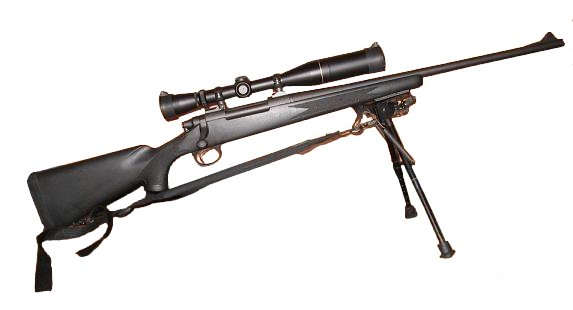
Remington 700

Remington 700 – amerykański karabin powtarzalny opracowany przez firmę Remington Arms. Produkcja rozpoczęta w roku 1962 trwa do dziś. Powstało ponad 50 wersji nabojowych począwszy od .17 Remington po .458 Winchester Magnum oraz blisko 80 wersji konstrukcyjnych cywilnych i wojskowych.

## Najbardziej znane wersje Remingtona 700
- M700 ADL (A-Grade De Luxe)
- M700 BDL (B-Grade De Luxe)
- M700 Mountain Rifle
- M700 VS (Varmint Synthetic)
- M700 P (Police)
- M700 LTR (Light Tactical Rifle)
- M40 (Piechoty Morskiej)
- M24 SWS (Armii USA)
- 700 SPS Varmint